# ギュンツブルク
ギュンツブルク（標準ドイツ語: Günzburg）は、バイエルン州シュヴァーベン行政管区南西端のギュンツブルク郡大郡庁所在地 (Große Kreisstadt) の都市である。人口は1万9800人。ギュンツ川 (Günz) とドナウ川が合流する地点にある。

## 歴史
住民構成はシュヴァーベン地方の南東部に属し、アレマン語系のシュヴァーベン語を言語とするアレマン人を中心とする。
2021年、グンドレンミンゲン原子力発電所が国の政策により廃止された。

## 建造物
- 貨幣鋳造所
  - （日本語）
  - （英語）
  - （英語）
- レゴランド

## ユダヤ人コミュニティー
ギュンツブルク（Guenzburg）、ギンズベルク（Ginzberg）、ギンズブルク（Ginsburg）といったアシュケナジム・ユダヤ教徒の姓は、この都市の古い家系に由来する。

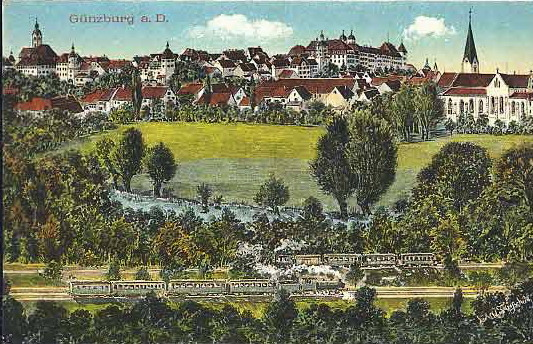
1918年のギュンツブルクの絵 (ポストカード)

## 出身人物
- ペトラ・ケリー - 政治家
- ディアナ・ダムラウ - ソプラノ歌手
- ヨーゼフ・メンゲレ - 医師

## 引用
1. ↑  https://www.statistikdaten.bayern.de/genesis/online?operation=result&code=12411-003r&leerzeilen=false&language=de Genesis-Online-Datenbank des Bayerischen Landesamtes für Statistik Tabelle 12411-003r Fortschreibung des Bevölkerungsstandes: Gemeinden, Stichtag (Einwohnerzahlen auf Grundlage des Zensus 2011)
2. ↑  “ドイツ、原発3か所の運転停止 電力危機の中” (2021年12月30日). 2022年1月1日閲覧。